# 下田明宏 (プロデューサー)
下田 明宏（しもだ あきひろ）は日本テレビ制作局プロデューサー。

## 人物
- 群馬県前橋市出身。早稲田大学政治経済学部卒業。
- 元制作局バラエティーセンター（旧：バラエティー局）所属のプロデューサーで、桜田和之、磯野太、吉川圭三、安岡喜郎、加藤幸二郎チーフプロデューサーの番組を担当していた。
- 2009年12月1日付で制作現場を離れ、2010年7月1日付で編成局編成部に所属。
- 2012年12月1日付で制作現場に復帰し、森實陽三チーフプロデューサーの番組を担当。

## 過去の担当番組

### レギュラー番組
- 伊東家の食卓（AP→プロデューサー）
- 嗚呼!バラ色の珍生!!（AP）
- ウルトラショップ（AP）
- ティンティンTOWN!
- YOUたち!
- 爆笑100分テレビ!平成ファミリーズ
- 世界一受けたい授業（プロデューサー→一時離脱→編成企画）
- シアワセ結婚相談所
- 金曜スーパープライム（編成）
- 週末のシンデレラ 世界!弾丸トラベラー（編成）
- ズームイン!!サタデー（編成）
- シューイチ（編成）
- レコ☆Hits!（編成）
- みんなのアメカン（編成）
- スピード査定バラエティ カラクリマネー（編成企画）
- ここ掘れ!ワンワン!（編成企画）
- ヒルナンデス!（編成企画）
- スクール革命!（編成企画）
- 世界の果てまでイッテQ!（編成企画）
- NexT（編成）
- スター☆ドラフト会議（編成）
- エンタの神様（プロデューサー）
- なんでもワールドランキング ネプ&イモトの世界番付（プロデューサー、以前は編成企画）
- ネリさまぁ〜ず（プロデューサー）
- 幸せ!ボンビーガール（プロデューサー）
- 天才!志村どうぶつ園（プロデューサー）
- ネリさまぁ〜ず SECOND SEASON（プロデューサー）
- 世界まる見え!テレビ特捜部（プロデューサー）
- おしゃれイズム（プロデューサー）

#### スペシャル番組
- ビンゴクイズ25
- SPORTS★LEGEND
- 時空警察
- タモリ教授のハテナの殿堂?
- 今夜初公開!芸能人ウワサの美人妻&イケメン夫 顔が見たいスペシャル（編成）
- さんま&所の大河バラエティ!超近現代史!人間は相変わらずアホか!?（第4回・編成）
- 小泉今日子・マツコ・YOUが、今夜あの場所で
- いろもん極（プロデューサー）